# 馬丁長鼻螺
馬丁長鼻螺（学名：Tibia martini）为鳳凰螺科長鼻螺屬下的一个种。